# Zasada Grenvilla Sharpa
Zasada Grenvilla Sharpa (ang. The Granville Sharp Rule) – zasada dotycząca greki biblijnej sformułowana w 1778 (opublikowana w 1798 roku), przez Granville Sharpa (1735-1813) (w rzeczywistości pierwsza z sześciu zasad przez niego odkrytych w tym zakresie), mówiąca, że jeśli dwa (lub więcej) rzeczowniki występują obok siebie w tym samym przypadku, a rodzajnik ho' występuje przed pierwszym z nich i nie został powtórzony przed drugim (i kolejnymi), to drugi rzeczownik (i kolejne) zawsze odnosi się do tej samej osoby, którą opisuje pierwszy. Zasadę stosuje się również do imiesłowów przymiotnikowych.
Zasada ta miała ogromny wpływ na toczące się w owym czasie spory trynitarne.

## Przykład użycia zasady w sporze trynitarnym
II List do Tesaloniczan 1:12 Aby imię Pana naszego Jezusa Chrystusa było uwielbione w was, a wy w nim, według łaski Boga naszego i Pana Jezusa Chrystusa.
W tłumaczeniu j.w. (BW) końcówka wersetu (pogrubiona) wydaje się mówić o dwóch osobach: Bogu oraz Panu Jezusie Chrystusie. Jednak w grece mamy: ...κατὰ τὴν χάριν τοῦ θεοῦ ἡμῶν καὶ κυρίου Ἰησοῦ Χριστοῦ. Widzimy więc, że wyrażenia Bóg, Pan, Jezus oraz Chrystus występują w tym samym przypadku i są poprzedzone pojedynczym rodzajnikiem, co oznacza, że chodzi o jedną osobę określoną jako Bóg-Pan-Jezus-Chrystus.